# Emanuel Steward
Emmanuel Steward (Bottom Creek, 7 luglio 1944 – Chicago, 25 ottobre 2012) è stato un allenatore di pugilato statunitense.
È stato inoltre commentatore televisivo per l'emittente HBO e membro dell'International Boxing Hall of Fame.
Fondatore e proprietario della storica Kronk Gym di Detroit, ha allenato e gestito alcuni tra i più famosi pugili della storia.

## Campioni da lui allenati
- Thomas Hearns
- Milton McCrory
- Mike McCallum
- Dennis Andries
- Duane Thomas
- John David Jackson
- Michael Moorer
- Steve McCrory
- Gerald McClellan
- Wilfredo Benitez
- Evander Holyfield
- Julio César Chávez
- Lennox Lewis
- James Toney
- Óscar de la Hoya
- Wladimir Klitschko
- Jermain Taylor
- Kermit Cintron
- Naseem Hamed